# 绛溪河
绛溪河，是长江一级支流沱江的一条支流，位于四川省简阳市西北，源出龙泉山南麓。

## 特点
该河发源于四川省仁寿县境内的龙泉山脉，在流经简阳市镇金镇、三岔街道等后，在简阳市城东北郊注入沱江。长约60公里。河道上游建有三岔坝水库等水利工程。河水呈黄红色。